# Айтбаев, Умирзак Айтбаевич
Умирзак Айтбаевич Айтбаев (каз. Өмірзақ Айтбайұлы Айтбаев; 5 апреля 1936, ауыл Балтаколь, Отырарский район, Южно-Казахстанская область, КАССР, РСФСР, СССР — 9 января 2020, Алма-Ата, Казахстан) — казахстанский учёный, доктор филологических наук (1992), член-корреспондент АН Казахстана (1994), академик Академии социальных наук Республики Казахстан (1997).
В 1959 году окончил КазГУ. С 1989 года вице-президент Международного общества «Қазақ тілі». Основным направлением научно-исследовательских работ Умирзака Айтбаева являлись вопросы лексикологии и терминологии казахского языка.
Скончался 9 января 2020 года в возрасте 83 года.

## Награды и звания
- 1989 — Медаль «Ветеран труда СССР»
- 1996 — Медаль «Ыбырай Алтынсарин» за особые заслуги в области просвещения и педагогической науки
- 1998 — Указом Президента РК от 10 декабря 1998 года награждён орденом «Курмет» за заслуги в отечественном образовании и науке.
- 2001 — Медаль «10 лет независимости Республики Казахстан»
- 2004 — нагрудный знак МОН РК «За заслуги в развитии науки»
- 2007 — Указом Президента РК от 13 декабря 2007 года награждён орденом «Парасат» за большой вклад в развитие отечественного национального образования и науки.
- 2011 — Медаль «20 лет независимости Республики Казахстан»
- 2015 — Медаль «20 лет Конституции Республики Казахстан»
- 2015 — Медаль «20 лет Ассамблеи народа Казахстана»
- 2016 — Медаль «25 лет независимости Республики Казахстан»
- 2017 — Медаль «Ветеран труда Казахстана»
- 2018 — Медаль «20 лет Астане»
- Почётный гражданин нескольких районов Туркестанской области и города.

## Сочинения

### На казахском языке
- Аудармадағы фразеологиялық кұбылыс. — Алма-Ата, 1975.
- Қазақ терминологиясынын дамуы мен қалынтасуы. — Алма-Ата, 1988.
- Терминдер және олардың аудармалары. — Алма-Ата, 1990.
- Қазақ сөзі. — Алма-Ата, 1997.